# ELE Nr. 11 bis 14
Die Lokomotiven mit den Bahnnummern 11 bis 14 (in zweiter Besetzung) waren Heißdampf-Tenderlokomotiven der Eutin-Lübecker Eisenbahn (ELE). Die zwischen 1924 und 1929 von Henschel gelieferten Lokomotiven hatten die Achsfolge 1'C1' und waren für den Personenzugdienst vorgesehen. Die Lokomotiven basierten nicht auf bei manchen Länderbahnen bewährten 1'C1'-Lokomotiven, sondern waren eine Neukonstruktion.
1936 wurde die zulässige Höchstgeschwindigkeit der Lokomotiven von 80 km/h auf 90 km/h heraufgesetzt, womit auch ein Einsatz im Eilzugdienst möglich wurde.
Die Deutsche Reichsbahn übernahm 1941 die ELE und ordnete die Lokomotiven mit den Nummern 75 631–634 in die DR-Baureihe 75.6 ein. Die 75 633 verblieb nach dem Zweiten Weltkrieg in der DDR und wurde 1960 ausgemustert. Die übrigen drei Lokomotiven wurden 1946 von der Teutoburger Wald-Eisenbahn übernommen, von wo aus die 75 634 später zur Farge-Vegesacker Eisenbahn gelangte. Diese Lokomotive wurde 1971 ausgemustert und wird museal erhalten.

## Prignitzer Eisenbahn
Mehr als zehn Jahre nach der Konstruktion der ELE-Lokomotiven beschaffte die Prignitzer Eisenbahn AG (PE) im Jahr 1936 zwei Exemplare dieser Bauart. Sie erhielten die Bahnnummern 8 und 9 in zweiter Besetzung. Die Lokomotiven waren rund zehn Tonnen leichter als die ELE-Maschinen, der Laufraddurchmesser war auf 850 mm reduziert und der Kesseldruck von 13 auf 14 bar angehoben worden.
Die Reichsbahn übernahm die PE im Jahr 1941 und gab den Lokomotiven die Nummern 75 611 und 75 612. Sie gelangten nach dem Krieg zur DR und wurden 1951 (75 611) und 1968 ausgemustert.

## Mecklenburgische Friedrich-Wilhelm-Eisenbahn
Die Mecklenburgische Friedrich-Wilhelm-Eisenbahn (MFWE) beschaffte 1936 von Henschel zwei Lokomotiven der an die PE gelieferten Bauart und zwei weitere Maschinen des gleichen Typs von Schwartzkopff. Sie erhielten die Nummern 29 bis 32 in zweiter Besetzung.
Die Reichsbahn übernahm 1941 auch die MFWE und gab den Lokomotiven die Nummern 75 621 bis 75 624. Sie gelangten nach dem Krieg zur DR. Die 75 624 musste 1946 als Reparationsleistung an die Sowjetunion abgegeben werden, die anderen drei wurden zwischen 1951 und 1969 ausgemustert.

## Wittenberge-Perleberger Eisenbahn
Auch die der Prignitzer Eisenbahn benachbarte Wittenberge-Perleberger Eisenbahn (WPE) beschaffte 1937 eine Lokomotive dieser Bauart. Sie erhielt die Nummer 111 und nach der Übernahme der Bahn durch die Reichsbahn die Nummer 75 613. Sie gelangte zur DR und wurde 1960 ausgemustert.